# Leningradita
La leningradita és un mineral de la classe dels fosfats. Rep el nom per la ciutat de Sant Petersburg (anteriorment Leningrad), on es va investigar per primera vegada sobre aquest material.

## Característiques
La leningradita és un vanadat de fórmula química PbCu₃(VO₄)₂Cl. Va ser aprovada com a espècie vàlida per l'Associació Mineralògica Internacional l'any 1988. Cristal·litza en el sistema ortoròmbic. La seva duresa a l'escala de Mohs és 4,5.
Segons la classificació de Nickel-Strunz, la leningradita pertany a «08.BH: Fosfats, etc. amb anions addicionals, sense H₂O, amb cations de mida mitjana i gran, (OH, etc.):RO₄ = 1:1» juntament amb els següents minerals: thadeuïta, durangita, isokita, lacroixita, maxwellita, panasqueiraïta, tilasita, drugmanita, bjarebyita, cirrolita, kulanita, penikisita, perloffita, johntomaïta, bertossaïta, palermoïta, carminita, sewardita, adelita, arsendescloizita, austinita, cobaltaustinita, conicalcita, duftita, gabrielsonita, niquelaustinita, tangeïta, gottlobita, hermannroseïta, čechita, descloizita, mottramita, pirobelonita, bayldonita, vesignieïta, paganoïta, jagowerita, carlgieseckeïta-(Nd) i attakolita.

## Formació i jaciments
Va ser descoberta al segon con d'escòria de l'avanç nord de la Gran erupció fissural del volcà Tolbàtxik, un volcà situat a l'óblast de Kamtxatka (Rússia). Aquest indret és l'únic en tot el planeta on ha estat descrita aquesta espècie mineral.